# Стајковце (Сурдулица)
Стајковце је насеље у Србији у општини Сурдулица у Пчињском округу. Према попису из 2022. био је 28 становника.

## Демографија
У насељу Стајковце живи 129 пунолетних становника, а просечна старост становништва износи 49,6 година (48,2 код мушкараца и 50,9 код жена). У насељу има 58 домаћинстава, а просечан број чланова по домаћинству је 2,41.
Ово насеље је великим делом насељено Србима (према попису из 2002. године), а у последња три пописа, примећен је пад у броју становника.
|  |

| Демографија | Демографија | Демографија |
| Година      | Становника  | Становника  |
| ----------- | ----------- | ----------- |
| 1948.       | 490         |             |
| 1953.       | 506         |             |
| 1961.       | 467         |             |
| 1971.       | 397         |             |
| 1981.       | 319         |             |
| 1991.       | 207         | 207         |
| 2002.       | 140         | 141         |
| 2011.       | 71          |             |
| 2022.       | 28          |             |

| Етнички састав према попису из 2002.‍ | Етнички састав према попису из 2002.‍ | Етнички састав према попису из 2002.‍ | Етнички састав према попису из 2002.‍ | Етнички састав према попису из 2002.‍ |
| ------------------------------------ | ------------------------------------ | ------------------------------------ | ------------------------------------ | ------------------------------------ |
|                                      |                                      |                                      |                                      |                                      |
| Срби                                 | Срби                                 |                                      | 139                                  | 99,28%                               |
| Бугари                               | Бугари                               |                                      | 1                                    | 0,71%                                |

| Година пописа     | 1948. | 1953. | 1961. | 1971. | 1981. | 1991. | 2002. |
| ----------------- | ----- | ----- | ----- | ----- | ----- | ----- | ----- |
| Број домаћинстава | 78    | 84    | 87    | 93    | 81    | 72    | 58    |

| Број чланова      | 1  | 2  | 3 | 4 | 5 | 6 | 7 | 8 | 9 | 10 и више | Просек |
| ----------------- | -- | -- | - | - | - | - | - | - | - | --------- | ------ |
| Број домаћинстава | 19 | 18 | 9 | 7 | 2 | 1 | 2 | 0 | 0 | 0         | 2,41   |

| Пол    | Укупно | Неожењен/Неудата | Ожењен/Удата | Удовац/Удовица | Разведен/Разведена | Непознато |
| ------ | ------ | ---------------- | ------------ | -------------- | ------------------ | --------- |
| Мушки  | 66     | 21               | 41           | 3              | 1                  | 0         |
| Женски | 64     | 7                | 41           | 15             | 1                  | 0         |
| УКУПНО | 130    | 28               | 82           | 18             | 2                  | 0         |

| Пол    | Укупно                    | Пољопривреда, лов и шумарство | Рибарство                            | Вађење руде и камена | Прерађивачка индустрија       |
| ------ | ------------------------- | ----------------------------- | ------------------------------------ | -------------------- | ----------------------------- |
| Мушки  | 31                        | 5                             | 0                                    | 0                    | 11                            |
| Женски | 5                         | 4                             | 0                                    | 0                    | 1                             |
| УКУПНО | 36                        | 9                             | 0                                    | 0                    | 12                            |
| Пол    | Производња и снабдевање   | Грађевинарство                | Трговина                             | Хотели и ресторани   | Саобраћај, складиштење и везе |
| Мушки  | 1                         | 1                             | 1                                    | 1                    | 0                             |
| Женски | 0                         | 0                             | 0                                    | 0                    | 0                             |
| УКУПНО | 1                         | 1                             | 1                                    | 1                    | 0                             |
| Пол    | Финансијско посредовање   | Некретнине                    | Државна управа и одбрана             | Образовање           | Здравствени и социјални рад   |
| Мушки  | 0                         | 0                             | 7                                    | 2                    | 0                             |
| Женски | 0                         | 0                             | 0                                    | 0                    | 0                             |
| УКУПНО | 0                         | 0                             | 7                                    | 2                    | 0                             |
| Пол    | Остале услужне активности | Приватна домаћинства          | Екстериторијалне организације и тела | Непознато            | Непознато                     |
| Мушки  | 0                         | 0                             | 0                                    | 2                    | 2                             |
| Женски | 0                         | 0                             | 0                                    | 0                    | 0                             |
| УКУПНО | 0                         | 0                             | 0                                    | 2                    | 2                             |